# Keplers love
Keplers love er tre love fremsat af den tyske astronom Johannes Kepler. De er hovedsagelig baseret på Tycho Brahes omfattende og nøjagtige observationer af planeterne i Solsystemet og beskriver, hvordan planeterne bevæger sig i deres baner omkring Solen. De tre love lyder:
1. Alle planeter følger baner med facon som en ellipse, med Solen i det ene af ellipsens to brændpunkter.
2. Inden for lige lange tidsrum vil linjen mellem Solens centrum og en planets centrum overstryge samme areal. En planet har dermed højest hastighed, når den er tættest på Solen og mindst hastighed, når den er længst fra Solen.
3. Hvis en planet med omløbstiden {\displaystyle T} følger en ellipseformet bane, hvis halve storakse er {\displaystyle a}, vil omløbstiden i anden være proportional med storaksen i tredje. En planets omløbstid vokser således med planetens middelafstand fra Solen.

Selvom lovene oprindeligt blev formuleret for Solsystemet, har de vist sig at gælde for et hvilket som helst gravitationelt to-legeme-system, hvis relativistiske effekter kan ignoreres.
Lovene kan udledes fra Newtons tyngdelov.

## Lovene
Keplers love er præsenteret i flere detaljer nedenfor.

### Keplers første lov
Ifølge den første lov er en planets bane en ellipse, en aflang cirkel, hvilket historisk gjorde op med tanken om, at planeterne følger perfekte cirkler, som påstået i det kopernikanske system. Solen skulle heller ikke længere være i centrum af kredsløbet, men i stedet i et af de to såkaldte brændpunkter, som ligger i hver ende af ellipsen.
Matematisk kan den elliptiske bane beskrives med polære koordinater omkring Solen:

| {\displaystyle r(\theta )={\frac {p}{e\cos(\theta -\delta )+1}}} | \| \| \| \| \| \| \| \| | (1) |
|                                                                  |                         |     |
|                                                                  |                         |     |
hvor {\displaystyle p} og {\displaystyle \delta } er konstanter, {\displaystyle e} er excentriciteten, mens {\displaystyle r} er afstanden til Solen, og {\displaystyle \theta } er vinklen. 
Minimum- og maksimum-afstanden er da:
{\displaystyle r_{\text{min}}={\frac {p}{1+e}}}
{\displaystyle r_{\text{max}}={\frac {p}{1-e}}}
Storaksen er minimum-radius plus maksimum-radius; den halve storakse er derfor
{\displaystyle {\begin{aligned}a&={\frac {1}{2}}(r_{\text{min}}+r_{\text{max}})\\a&={\frac {p}{1-e^{2}}}\end{aligned}}}
For den halve lilleakse i en ellipse gælder
{\displaystyle b={\sqrt {1-e^{2}}}a}
og derfor
{\displaystyle b={\frac {p}{\sqrt {1-e^{2}}}}}
Det ses, at excentriciteten afgør, hvor aflang ellipsen er. En excentricitet på nul svarer til en cirkel.

### Keplers anden lov
Den anden lov siger, at baneradien dækker lige store arealer i løbet af lige lange tidsrum. Loven er også kendt som loven om lige store arealer. 
Hvis en planet fx bruger en dag på at bevæge sig fra punkt A til B, vil linjerne fra solen til A og B som vist i figuren, udgøre en vinkelsektor. Keplers anden lov siger, at arealet af denne vinkelsektor vil være lige så stort som arealet af sektoren, som dannes mellem Solen og C og D, hvis det også tager en dag for planeten at bevæge sig fra C til D. 
Forklaringen er, at planeten får større fart, jo nærmere Solen den kommer. Dette skyldes, at Solens tiltrækningskraft accelererer planeten, mens denne nærmer sig Solen, og aftager, mens den bevæger væk bort fra solen. Kepler kendte imidlertid ikke til denne fysiske forklaring af fænomenet, men kunne blot fastslå, at det var sådan, det forholdt sig og beskrev dette matematisk.
En måde at udtrykke Keplers anden lov på er, at det overstrøgne areal {\displaystyle A} per tid {\displaystyle t} er konstant. Dvs.
{\displaystyle {\frac {{\text{d}}A}{{\text{d}}t}}=k}
hvor {\displaystyle k} er en konstant. For en infinitesimal vinkel {\displaystyle d\theta } er det overstrøgne areal givet ved
{\displaystyle {\text{d}}A={\frac {1}{2}}r^{2}{\text{d}}\theta }
Dermed er loven:

| {\displaystyle {\frac {{\text{d}}A}{{\text{d}}t}}={\frac {1}{2}}r^{2}{\frac {{\text{d}}\theta }{{\text{d}}t}}=k} | \| \| \| \| \| \| \| \| | (2) |
| |                         |     |
| |                         |     |

### Keplers tredje lov
Den tredje lov beskriver forholdet mellem planetens afstand fra Solen og omløbstiden. For eksempel: Antag, at planet A er fire gange længere væk fra Solen end planet B. Planet A skal således rejse fire gange så langt som planet B i hver bane. Ifølge den tredje lov tager planet A i alt {\displaystyle 4^{\frac {3}{2}}=8} gange mere tid for at foretage en fuld bane rundt om Solen sammenlignet med planet B. 
Den tredje lov blev også kendt som den harmoniske lov, da den blev brugt af Kepler i et forsøg på at bestemme de nøjagtige regler for "kuglers musik" (sfærernes harmoni) og til at præsentere dem i et musikalsk sprog.
Mere præcist formuleret er den halve storakse {\displaystyle a} i tredje proportional med perioden {\displaystyle T} i anden:

| {\displaystyle a^{3}\propto T^{2}} | \| \| \| \| \| \| \| \| | (3) |
|                                    |                         |     |
|                                    |                         |     |
Tages logaritmen er ligning 3 en proportional sammenhæng:
{\displaystyle {\begin{aligned}3\log a&\propto 2\log T\\\log a&\propto {\frac {2}{3}}\log T\end{aligned}}}
Værdier for {\displaystyle a} og {\displaystyle T} i Solsystemet er plottet (se figuren).

## Historie
Før formuleringen af de tre love havde Kepler været tilhænger af kopernikanske system for Solsystemet, men han kunne ikke forene dette billede med Tycho Brahes meget præcise målinger.

### Keplers tidlige model for Solsystemet
Johannes Keplers første større astronomiske værk,  Mysterium Cosmographicum ("Det Kosmografiske Mysterium"), blev først udgivet som forsvar for det kopernikanske system. Kepler hævdede at have haft en åbenbaring 19. juli 1595, mens han underviste i Graz og demonstrerede Saturn og Jupiters konjunktion i dyrekredsen; han indså, at regulære polygoner har en indskreven og en omskreven cirkel i bestemte forhold, hvilket han mente kunne være universets geometriske basis. Efter ikke at have kunnet finde et unikt arrangement af polygoner, som passede ind i kendte astronomiske observationer (selv med ekstra planeter føjet til systemet), begyndte Kepler at eksperimentere med tredimensionelle polyedre. Han fandt frem til, at hvert af de fem platoniske legemer unikt kunne indskrives og omskrives af sfæriske kugler; at lægge disse legemer, hver indkapslet i en sfære, inde i hinanden ville give seks lag, hvilket svarede til de seks kendte planeter — Merkur, Venus, Jorden, Mars, Jupiter og Saturn. Ved at ordne legemerne korrekt — oktaeder, ikosaeder, dodekaeder, tetraeder, terning — fandt Kepler, at sfærerne kunne placeres i intervaller, der (indenfor de begrænsninger for nøjagtighed som datidens astronomiske observationer havde) svarede til de relative størrelser på hver planets vej, forudsat at planeterne kredsede om Solen. Kepler fandt også en formel som omhandlede størrelsen på hver planets kugle relativt til længden på dens omløbstid: fra inderste til yderste planeter er forholdet af stigning i omløbstid det dobbelte af forskellen i kugleradius. Kepler afviste dog senere denne formel, fordi den ikke var præcis nok.
Som han indikerede i titlen, mente Kepler at han havde afsløret Guds geometriske plan for universet. En stor del af Keplers entusiasme for det kopernikanske system kom fra hans teologiske overbevisninger om forbindelsen mellem det fysiske og det spirituelle; selve universet var et billede af Gud, hvor Solen svarede til Faderen, stjernesfærerne til Sønnen, og det mellemliggende rum til Helligånden. Hans første manuskript af Mysterium indeholdt et større kapitel hvori han genoprettede forbindelsen mellem det heliocentriske verdensbillede og bibelske passager som så ud til at understøtte et geocentrisk verdensbillede.
Med støtte fra sin mentor Michael Maestlin fik Kepler tilladelse fra universitetet i Tübingen til at udgive sit manuskript. Hvis han fjernede de bibelske forklaringer og kom med en mere simpel og letforståelig beskrivelse både af det kopernikanske system og Keplers nye ideer. Mysterium blev udgivet i slutningen af 1596, og Kepler modtog sine eksemplarer og begyndte at sende dem til fremtrædende astronomer og mæcener tidligt i 1597; værket blev ikke læst meget, men det etablerede Keplers ry som en højst talentfuld astronom. Hans overstrømmende indvielse af magtfulde mæcener og dem, som kontrollerede hans stilling i Graz, gav ham også en vigtig indgang til mæcenat-systemet.
Selv om detaljerne blev ændret i lys af hans senere værker, slap Kepler aldrig Mysterium Cosmographicums polyeder-sfæriske kosmologi. Hans senere, centrale astronomiske værker blev på nogle måder blot en yderligere udvikling af den, interesseret i at finde mere præcise indre og ydre dimensioner for sfærerne ved at beregne excentriciteterne af de planetariske kredsløb inde i dem. I 1621 udgav Kepler en udvidet anden udgave af Mysterium, halvanden gang større end den første, hvori han i fodnoter detailjerede de rettelser og forbedringer, som han havde opnået i de 25 år siden dens første udgivelse.

### Opdagelsen af de tre love
Johannes Kepler udgav de første to love i 1609 efter at have analyseret astronomiske observationer af Mars foretaget af Tycho Brahe. Keplers tredje lov blev publiceret i 1619. Skønt Kepler altså tidligere havde været tilhænger af det kopernikanske system for Solsystemet, kunne han ikke forene dette billede med Brahes meget præcise målinger af Mars' kredsløb. Efter Merkur er Mars sågar den planet med den højeste eccentricitet.
Kepler (i 1621) og Godefroy Wendelin (i 1643) påpegede, at Keplers tredje lov også gælder for de galileiske måner omkring Jupiter. Den anden lov blev kritiseret af Nicolaus Mercator i en bog fra 1664, men i Philosophical Transactions i 1670 var han blevet tilhænger. I løbet af 1600-tallet blev Keplers love generelt mere og mere accepterede.
Newton viste senere, at alle tre love kom af hans tyngelov. Carl Runge og Wilhelm Lenz identificerede langt senere i faserummet for planetbevægelser en symmetri (den ortogonale gruppe O(4)), som også forklarede den første og tredje lov.

## Udledning
Keplers love kan udledes vha. den klassiske mekanik. Ifølge newtonsk gravitation er kraften øvet på en planet givet ved:
{\displaystyle {\vec {F}}=-{\frac {GMm}{r^{2}}}{\hat {r}}}
hvor {\displaystyle G} er den universelle gravitationskonstant, {\displaystyle M} er Solens masse, {\displaystyle m} er planetens masse, {\displaystyle r} er afstanden mellem Solen og planeten, mens {\displaystyle {\hat {r}}} er en enhedsvektor, der peger i retningen fra sol til planet.
Newtons anden lov siger:
{\displaystyle {\vec {F}}=m{\ddot {\vec {r}}}}
hvor {\displaystyle {\vec {r}}} er planetens positionsvektor med udgangspunkt i Solen, og {\displaystyle {\ddot {\vec {r}}}} er accelerationen. 
Pilene angiver, at der er tale om vektorer, som angiver både størrelse og retning.
Impulsmomentet {\displaystyle L} er givet ved:
{\displaystyle L=mr^{2}{\dot {\theta }}}
Ændringen i impulsmoment over tid er kraftmomentet {\displaystyle \tau }:
{\displaystyle {\frac {{\text{d}}{\vec {L}}}{{\text{d}}t}}={\vec {\tau }}={\vec {r}}\times {\vec {F}}}
Da kraften er parallel med positionsvektoren, er ændringen nul, og dermed er impulsmomentet konstant.
{\displaystyle {\frac {{\text{d}}{\vec {L}}}{{\text{d}}t}}=0}
Det antages desuden, at Solen er stillestående, da dens masse er meget større end planetens.

### Keplers første lov
For at udlede Keplers første lov skal det vises, at planetens bane er en ellipse jf. ligning 1.
Ved at indsætte tyngdeloven i Newtons anden lov fås bevægelsesligningen for en planet:

| {\displaystyle {\ddot {\vec {r}}}=-{\frac {GM}{r^{2}}}{\hat {r}}} | \| \| \| \| \| \| \| \| | (4) |
|                                                                   |                         |     |
|                                                                   |                         |     |
Denne differentialligning skal nu løses. Først skal den omskrives til polære koordinater. Hvis kredsløbet placeres i {\displaystyle xy}-planet, og positionsvektoren har en vinkel {\displaystyle \theta }, kan vektoren skrives som:
{\displaystyle {\vec {r}}={x \choose y}={r\cos(\theta ) \choose r\sin(\theta )}}
Hastigheden er derfor:
{\displaystyle {\dot {\vec {r}}}={{\dot {x}} \choose {\dot {y}}}={{\dot {r}}\cos(\theta )-r\sin(\theta ){\dot {\theta }} \choose {\dot {r}}\sin(\theta )+r\cos(\theta ){\dot {\theta }}}}
Accelerationen er for {\displaystyle x}-retningen:
{\displaystyle {\begin{aligned}{\ddot {x}}&={\ddot {r}}\cos(\theta )-{\dot {r}}\sin(\theta ){\dot {\theta }}-{\dot {r}}\sin(\theta ){\dot {\theta }}-r\cos(\theta ){\dot {\theta }}^{2}-r\sin(\theta ){\ddot {\theta }}\\&={\ddot {r}}\cos(\theta )-2{\dot {r}}\sin(\theta ){\dot {\theta }}-r\cos(\theta ){\dot {\theta }}^{2}-r\sin(\theta ){\ddot {\theta }}\end{aligned}}}
Og for {\displaystyle y}-retningen:
{\displaystyle {\begin{aligned}{\ddot {y}}&={\ddot {r}}\sin(\theta )+{\dot {r}}\cos(\theta ){\dot {\theta }}+{\dot {r}}\cos(\theta ){\dot {\theta }}-r\sin(\theta ){\dot {\theta }}^{2}+r\cos(\theta ){\ddot {\theta }}\\&={\ddot {r}}\sin(\theta )+2{\dot {r}}\cos(\theta ){\dot {\theta }}-r\sin(\theta ){\dot {\theta }}^{2}+r\cos(\theta ){\ddot {\theta }}\end{aligned}}}
Jf. ligning 4 er accelerationen også parallel med positionsvektoren:
{\displaystyle {\begin{aligned}{\ddot {x}}&=-{\frac {GM}{r^{2}}}\cos(\theta )\\{\ddot {y}}&=-{\frac {GM}{r^{2}}}\sin(\theta )\end{aligned}}}
Dvs.:
{\displaystyle {\ddot {x}}\cos(\theta )+{\ddot {y}}\sin(\theta )=-{\frac {GM}{r^{2}}}(\cos ^{2}(\theta )+\sin ^{2}(\theta ))=-{\frac {GM}{r^{2}}}}
Dette er dog også lig med:
{\displaystyle {\begin{aligned}{\ddot {x}}\cos(\theta )+{\ddot {y}}\sin(\theta )&={\ddot {r}}\cos ^{2}(\theta )-2{\dot {r}}\sin(\theta )\cos(\theta ){\dot {\theta }}-r\cos ^{2}(\theta ){\dot {\theta }}^{2}-r\sin(\theta )\cos(\theta ){\ddot {\theta }}+{\ddot {r}}\sin ^{2}(\theta )+2{\dot {r}}\cos(\theta )\sin(\theta ){\dot {\theta }}-r\sin ^{2}(\theta ){\dot {\theta }}^{2}+r\cos(\theta )\sin(\theta ){\ddot {\theta }}\\&={\ddot {r}}(\cos ^{2}(\theta )+\sin ^{2}(\theta ))-r(\cos ^{2}(\theta )+\sin ^{2}(\theta )){\dot {\theta }}^{2}\\&={\ddot {r}}-r{\dot {\theta }}^{2}\end{aligned}}}
Dermed bliver bevægelsesligningen:

| {\displaystyle {\ddot {r}}-r{\dot {\theta }}^{2}=-{\frac {GM}{r^{2}}}} | \| \| \| \| \| \| \| \| | (5) |
|                                                                        |                         |     |
|                                                                        |                         |     |
Ved hjælp af impulsmomentet {\displaystyle L} kan ligning 5 skrives:

| {\displaystyle {\ddot {r}}-{\frac {L^{2}}{m^{2}r^{3}}}=-{\frac {GM}{r^{2}}}} | \| \| \| \| \| \| \| \| | (6) |
|                                                                              |                         |     |
|                                                                              |                         |     |
eller
{\displaystyle {\ddot {r}}={\frac {L^{2}}{m^{2}r^{3}}}-{\frac {GM}{r^{2}}}}
Det ses, at tyndekraften giver anledning til en negativt acceleration - mod Solen - som forventet. Rotationen bidrager dog med et positivt led, hvilket vil sige, at den skubber planeten væk fra Solen. Det er disse to modstriden termer, der gør det muligt for planeterne at blive fastholdt i elliptiske baner.
For at løse ligning 6 kan en substitution laves:
{\displaystyle r={\frac {1}{u}}}
Dermed:
{\displaystyle {\dot {r}}=-{\frac {1}{u^{2}}}{\frac {{\text{d}}u}{{\text{d}}t}}}
Dette kan omskrives til den afledte med hensyn til vinklen:
{\displaystyle {\dot {r}}=-{\frac {1}{u^{2}}}{\frac {{\text{d}}u}{{\text{d}}\theta }}{\frac {{\text{d}}\theta }{{\text{d}}t}}}
Jf. udtrykket for impulmomentet:
{\displaystyle {\begin{aligned}{\dot {r}}&=-{\frac {1}{u^{2}}}{\frac {{\text{d}}u}{{\text{d}}\theta }}{\frac {L}{m}}u^{2}\\&=-{\frac {L}{m}}{\frac {{\text{d}}u}{{\text{d}}\theta }}\end{aligned}}}
Tilsvarende for den anden afledte:
{\displaystyle {\begin{aligned}{\ddot {r}}&=-{\frac {L}{m}}{\frac {\text{d}}{{\text{d}}t}}{\frac {{\text{d}}u}{{\text{d}}\theta }}\\&=-{\frac {L}{m}}{\frac {{\text{d}}\theta }{{\text{d}}t}}{\frac {\text{d}}{{\text{d}}\theta }}{\frac {{\text{d}}u}{{\text{d}}\theta }}\\&=-{\frac {L}{m}}{\dot {\theta }}{\frac {{\text{d}}^{2}u}{{\text{d}}\theta ^{2}}}\\&=-{\frac {L^{2}}{m^{2}}}u^{2}{\frac {{\text{d}}^{2}u}{{\text{d}}\theta ^{2}}}\end{aligned}}}
Ligning 6 bliver således:
{\displaystyle -{\frac {L^{2}}{m^{2}}}u^{2}{\frac {{\text{d}}^{2}u}{{\text{d}}\theta ^{2}}}-{\frac {L^{2}}{m^{2}}}u^{3}=-GMu^{2}}
Hvis {\displaystyle u} ikke er lig med nul, eller uendeligt {\displaystyle r}, er ligningen:
{\displaystyle {\begin{aligned}-{\frac {L^{2}}{m^{2}}}{\frac {{\text{d}}^{2}u}{{\text{d}}\theta ^{2}}}-{\frac {L^{2}}{m^{2}}}u&=-GM\\{\frac {{\text{d}}^{2}u}{{\text{d}}\theta ^{2}}}+u&={\frac {GMm^{2}}{L^{2}}}\end{aligned}}}
Dette er en inhomogen differentialligning af anden orden. Den homogene version kan løses ved at gætte {\displaystyle u=e^{\lambda \theta }}:
{\displaystyle {\begin{aligned}\lambda ^{2}e^{\lambda \theta }+e^{\lambda \theta }&=0\\\lambda ^{2}+1&=0\\\lambda &=\pm i\end{aligned}}}
Den fulde homogene løsning er altså:
{\displaystyle u(\theta )=c_{1}e^{i\theta }+c_{2}e^{-i\theta }}
hvilket er det samme som:
{\displaystyle u(\theta )=k_{1}\cos(\theta )+k_{2}\sin(\theta )}
En konstant tilføjes for at få en løsning til den inhomogene ligning:
{\displaystyle u(\theta )=k_{1}\cos(\theta )+k_{2}\sin(\theta )+{\frac {GMm^{2}}{L^{2}}}}
Hvis minimum- eller maksimumafstanden skal være i vinklen nul, skal det gælde, at:
{\displaystyle {\begin{aligned}{\frac {{\text{d}}u}{{\text{d}}\theta }}&=-k_{1}\sin(\theta )+k_{2}\cos(\theta )\\0&=-k_{1}\sin(0)+k_{2}\cos(0)\\0&=k_{2}\end{aligned}}}
Dvs.
{\displaystyle u(\theta )=k_{1}\cos(\theta )+{\frac {GMm^{2}}{L^{2}}}}
Og derved:
{\displaystyle {\begin{aligned}r(\theta )&={\frac {1}{k_{1}\cos(\theta )+{\frac {GMm^{2}}{L^{2}}}}}\\r(\theta )&={\frac {\frac {L^{2}}{GMm^{2}}}{{\frac {k_{1}L^{2}}{GMm^{2}}}\cos(\theta )+1}}\\r(\theta )&={\frac {p}{e\cos(\theta )+1}}\end{aligned}}}
hvor
{\displaystyle {\begin{aligned}e&={\frac {k_{1}L^{2}}{GMm^{2}}}\\p&={\frac {L^{2}}{GMm^{2}}}\end{aligned}}}
Dermed er Keplers første lov blevet udledt. For en arbitrær orientering kan en konstant {\displaystyle \delta } trækkes fra argumentet i cosinus-funktionen:
{\displaystyle r(\theta )={\frac {p}{e\cos(\theta -\delta )+1}}}
Hvilket er ligning 1. Det følger, at storaksen er minimum-radius plus maksimum-radius, og den halve storakse er derfor:
{\displaystyle {\begin{aligned}a&={\frac {1}{2}}(r_{\text{min}}+r_{\text{max}})\\a&={\frac {L^{2}}{GMm^{2}}}{\frac {1}{1-e^{2}}}\end{aligned}}}
For halvdelen af lilleaksen i en ellipse gælder:
{\displaystyle b={\sqrt {1-e^{2}}}a}
og derfor
{\displaystyle b={\frac {L^{2}}{GMm^{2}}}{\frac {1}{\sqrt {1-e^{2}}}}}

### Keplers anden lov
For at vise Keplers anden lov kan ligning 2 skrives vha. impulsmomentet:

| {\displaystyle {\frac {{\text{d}}A}{{\text{d}}t}}={\frac {L}{2m}}} | \| \| \| \| \| \| \| \| | (7) |
|                                                                    |                         |     |
|                                                                    |                         |     |
Da impulsmomentet er konstant, er Keplers anden lov blevet udledt. Loven er således ækvivalent med bevarelse af impulsmomentet.

### Keplers tredje lov
Af ligning 7 følger:
{\displaystyle \int {\text{ d}}A={\frac {L}{2m}}\int {\text{ d}}t}
For en fuld omgang er venstre side lig med arealet af elipsen, mens integralet på højresiden er lig med perioden:
{\displaystyle \pi ab={\frac {LT}{2m}}}
eller kvadreret
{\displaystyle \pi ^{2}a^{2}b^{2}={\frac {L^{2}T^{2}}{4m^{2}}}}
Af udtrykket for {\displaystyle a} ses:
{\displaystyle L^{2}=aGMm^{2}(1-e^{2})}
Dette, samt udtrykket for {\displaystyle b}, insættes:
{\displaystyle \pi ^{2}a^{2}(1-e^{2})a^{2}=aGMm^{2}(1-e^{2}){\frac {T^{2}}{4m^{2}}}}
Dermed er relationen mellem den halve storakse og perioden:

| {\displaystyle a^{3}={\frac {GM}{4\pi ^{2}}}T^{2}} | \| \| \| \| \| \| \| \| | (8) |
|                                                    |                         |     |
|                                                    |                         |     |
Keplers tredje lov er hermed blevet udledt, og det ses, at Solens masse indgår i proportionalitetskonstanten.

## Anvendelse
Keplers love gælder også for andre to-legeme-systemer end Jorden og Solen. Masserne vil da være i elliptiske kredsløb omkring systemet massemidtpunkt kaldet et barycentrum. Det er fx tilfældet med dobbeltstjerner.
Ligning 8 kan også bruges til at undersøge exoplaneter. Hvis en exoplanets periode er kendt, og massen på dens stjerne er målt vha. luminositeten, kan kredsløbets halve storakse beregnes.
Afvigelser fra Keplers love er også blevet brugt til at gøre videnskabelige opdagelser. I 1800-tallet viste det sig, at planeten Uranus afveg fra sin forventede bane, selvom der blev taget højde for gravitationel påvirkning fra de andre kendte planeter. Dette førte til forudsigelsen af en ny planet uden for Saturns kredsløb. Denne planet blev fundet i 1846 og hedder i dag Neptun.
Igen i 1859 afveg planeten Merkur fra sin forventede bane, og på lignende vis blev planeten Vulkan mellem Solen og Merkur foreslået. Planeten blev dog aldrig fundet, og i stedet blev en ny model for gravitation udviklet, der kunne erstatte Newtons tyngdelov. Dette var den generelle relativitetsteori, der blev formuleret af Albert Einstein i 1915.

## Fodnoter
1. ↑  I værket Astronomia nova viser Kepler kun, at Mars' kredsløb er elliptisk. Evidens for at de øvrige planetbaner også er elliptiske blev først offentliggjort i 1621.[10]
2. ↑  I Astronomia nova (1609) beskriver Kepler ikke sin anden lov i den moderne form. Dette gør han først i Epitome Astronomiae Copernicanae (1621). I 1609 præsenterede Kepler loven på to måder – både som en afstandslov og en areallov.[12]
3. ↑  I 1621 havde Kepler bemærket, at Jupiters måner tilnærmelsesvist følger den tredje lov.[16]